# 自由民主党国土強靭化推進本部
自由民主党国土強靭化推進本部（じゆうみんしゅとうこくどきょうじんかすいしんほんぶ）は自由民主党に設置されている総裁直属の特別機関である。本部長は佐藤信秋。

## 概要
2011年3月11日の東日本大震災、同年9月の紀伊半島における豪雨水害など、相次いで災害が起こり、自民党は「強靭な国土の建設」を最大の政治テーマとした。日本国民の生存と発展の方向を研究し国土再生の戦略を策定するため、同年10月21日に国土強靭化総合調査会を設置した（会長は二階俊博）。
2013年12月11日に強くしなやかな国民生活の実現を図るための防災・減災等に資する国土強靱化基本法（平成25年12月11日法律第95号。略称は国土強靱化基本法）が二階ら他11名の議員立法により成立
。
2016年8月に国土強靭化推進本部に格上げされた。格上げ後も本部長は二階俊博が務める。本部長代理は佐藤信秋。
2020年12月11日、党国土強靭化推進本部で取りまとめた「国土強靱化5か年対策」が閣議決定した。
2024年11月22日、政界を引退した二階の後任の本部長に佐藤信秋が就任。